# NK Maestral Krvavac
NK Maestral je nogometni klub iz mjesta Krvavac. Trenutno se natječe u 1. ŽNL Dubrovačko-neretvanske županije.

## Povijest
NK Maestral Krvavac osnovan je 1979. godine. Svoje utakmice kao domaćin Maestral je igrao na igralištu Neretve u Metkoviću i Neretvanca u Opuzenu.
Početkom 80-ih godina klub se natječe u Općinskoj ligi Metković, dok krajem 80-ih igra u Dalmatinskoj ligi s klubovima s područja dubrovačkog i splitskog saveza. 
U 90-im godinama Maestral je igrao u tadašnjoj 3. HNL – Jug koju su činili klubovi od Dubrovnika do Zadra.
Krajem 90-ih klub se reorganizacijom natjecanja spušta u županijski rang natjecanja te tu ostaje do danas. Početkom 2000-ih klubu je prijetilo gašenje, a isto se ponovilo 2012. godine.

## Stadion
Maestral je svoje igralište Liman dobio tek 1989. godine. Prva utakmica odigrana na njemu bila je protiv Mladosti iz Prološca 5. ožujka 1989. Maestral je bio uspješan s 3:1. Ostat će također upisano da je prvi pogodak na Limanu postigao Linkoln Ujdur (Pele).

## Dres i grb
Maestral svoje utakmice igra u kompletno narančastoj opremi, zbog čega je jedan od nadimaka kluba Paklena naranča.
Gostujući dres plavo-bijele je boje.
Grb Maestrala u obliku je štita s narančastim i plavim poljem. U sredini grba nalazi se slovo 'M', koje stoji iznad trupe, vrste čamca i simbola neretvanskog kraja.

## Vanjske poveznice
- NK Maestral - službena stranica  Arhivirana inačica izvorne stranice od 1. veljače 2014. (Wayback Machine)
- Facebook
- Twitter
- Youtube
- Instagram
- Profil, HNS Semafor